# 인교진
인교진(印喬鎭, 1980년 8월 29일~)은 대한민국의 배우, 유튜버이다.
1980년 8월 29일 경상북도 대구시에서 플라스틱 제조업체를 경영하는 기업인 인치완의 2남 중 첫째로 태어났다.
단국대학교에 재학 중이던 2000년 11월 MBC 29기 공채 탤런트로 데뷔하여 MBC 농촌 드라마 《전원일기》에서 재동 역을 맡아 연기 생활을 시작했는데 이에 앞서 같은 해 3월 SBS 9기 공채 탤런트 시험에 응시했으나 탈락했다. 2011년까지는 도이성(陶伊成)이라는 예명으로 활동하다가, 2012년부터 예명을 버리고 본명으로 활동하고 있다.
2014년 4월, 12년 간 같은 기획사에서 만나 동료 연기자로 친분을 맺어 온 소이현과 교제를 시작했으며 동년 10월 4일 결혼식을 올렸다. 그리고 임신 소식이 전해져 태명을 기쁨이로 지었다. 2015년 12월 4일에는 딸이 태어나 인하은으로 이름지었다.

## 학력
- 1987년~1993년 조치원교동초등학교
- 1993년~1996년 조치원중학교
- 1996년~1999년 북일고등학교
- 1999년~2002년 단국대학교 영어영문학과 중퇴

## 병역
- 2008년~2010년 사회복무요원

## 경력
- 2000년 MBC 29기 공채 탤런트
- 2019년 제65회 백제문화제 홍보대사

## 출연 작품

### 드라마
- 2000년 MBC 농촌드라마 《전원일기》 ... 이재동 역
- 2001년 MBC 일요 아침드라마 《어쩌면 좋아》 ... 민수 역
- 2001년 MBC 아침 일일연속극 《결혼의 법칙》
- 2001년 MBC 수목 미니시리즈 《가을에 만난 남자》
- 2001년 MBC 아침 알일연속극 《보고싶은 얼굴》
- 2002년 MBC 아침 일일연속극 《내 이름은 공주》
- 2002년 MBC 일요 아침드라마 《사랑을 예약하세요》
- 2003년 KBS2 단막 드라마 《드라마시티 - 바람난 유전자》 ... 정학 역
- 2003년 SBS 드라마스페셜 《선녀와 사기꾼》 ... 고민상 역
- 2005년 SBS 주말극장 《그 여름의 태풍》
- 2006년 MBC 아침 일일연속극 《얼마나 좋길래》 ... 오수철 역
- 2008년 SBS 저녁 일일드라마 《애자 언니 민자》 ... 박하진 역
- 2009년 MBC 월화 특별기획 드라마 《선덕여왕》 ... 김용춘 역
- 2011년 MBC 수목 미니시리즈 《마이 프린세스》 ... 김승현 역
- 2011년 MBC 수목 미니시리즈 《최고의 사랑》 ... 알렉스 김 역
- 2011년 SBS 아침 일일연속극 《미쓰 아줌마》 ... 이병철 역
- 2011년 SBS 주말극장 《내일이 오면》 ... 이성룡 역
- 2012년 JTBC 월화 미니시리즈 《해피 엔딩》 ... 이성훈 역
- 2012년 tvN 수목 미니시리즈 《로맨스가 필요해 2012》 ... 한정민 역
- 2012년 MBC 월화 특별기획 드라마 《마의》 ... 권석철 역
- 2013년 MBC 일일 특별기획 드라마 《구암 허준》 ... 광해군 역
- 2013년 KBS2 월화 미니시리즈 《굿 닥터》 ... 서욱현 역
- 2013년 MBC 단막 드라마 《드라마 페스티벌 - 이상 그 이상》
- 2014년 tvN 금토 미니시리즈 《응급남녀》 ... 서영욱 역(특별출연)
- 2014년 MBC 수목 미니시리즈 《앙큼한 돌싱녀》 ... 남자 1호 역(특별출연)
- 2014년 MBN 특별기획 드라마 《천국의 눈물》 ... 진현웅 역
- 2014년 SBS 주말 특별기획 《미녀의 탄생》 ... 교지훈 역
- 2015년 MBC 주말 특별기획 드라마 《여자를 울려》 ... 황경철 역
- 2015년 KBS2 월화 미니시리즈 《발칙하게 고고》 ... 임수용 역
- 2016년 KBS2 월화 미니시리즈 《백희가 돌아왔다》 ... 홍두식 역
- 2016년 KBS2 월화 미니시리즈 《우리집에 사는 남자》 ... 응급실 의사 역
- 2016년 tvN 금토 미니시리즈 《안투라지》
- 2016년 KBS2 수목 미니시리즈 《오 마이 금비》 ... 카센터 사장 역
- 2017년 KBS2 월화 미니시리즈 《완벽한 아내》 ... 홍삼규 역
- 2017년 KBS2 월화 미니시리즈 《쌈 마이웨이》 ... 김인교 역
- 2017년 KBS2 월화 미니시리즈 《란제리 소녀시대》 ... 오만상 역
- 2017년 KBS2 월화 미니시리즈 《저글러스》 ... 조상무 전무 역
- 2018년 KBS2 추석특집드라마 《옥란면옥》 ... 강수 역
- 2018년 KBS W 수목 미니시리즈 《시간이 멈추는 그때》 ... 명운 역
- 2018년 KBS2 수목 미니시리즈 《죽어도 좋아》 ... 강인한 역
- 2019년 JTBC 월화 미니시리즈 《으라차차 와이키키 2》 ... 곽하니 역
- 2019년 KBS2 월화 미니시리즈 《국민 여러분!》 ... 최욱현 역(특별출연)
- 2019년 JTBC 금토 미니시리즈 《나의 나라》 ... 박문복 역
- 2019년 KBS2 수목드라마 《동백꽃 필 무렵》 ... 황두식 역(특별출연)
- 2020년 KBS2 월화 미니시리즈 《그놈이 그놈이다》 ... 인교석 역
- 2020년 KBS2 주말연속극 《오! 삼광빌라!》 ... 김확세 역
- 2021년 tvN 주말 미니시리즈 《갯마을 차차차》 ... 장영국 역
- 2022년 KBS2 수목 미니시리즈 《너에게 가는 속도 493KM》 ... 주상현 역
- 2023년 SBS 월화 미니시리즈 《꽃선비 열애사》 ... 육육호 역
- 2024년 KBS2 수목 미니시리즈 《수상한 그녀》 ... 최민석 역
- 2024년 ENA 월화 미니시리즈 《나미브》 … 오봉규 역

### 시트콤
- 2001년 MBC 월요시트콤 《세 친구》 ... 레스토랑 웨이터 역

### 영화
- 2002년 《휘파람 공주》 ... 수일 역
- 2006년 《원탁의 천사》 ... 이창수 역
- 2008년 《신기전》 ... 인하 역
- 2016년 《그날의 분위기》 ... 동욱 역
- 2022년 《컴백홈》 ... 상만 역

### 교양
- 2019년 JTBC 《다큐 플러스 47회 : 당신의 눈은 안녕하십니까?》 내레이션, 출연

### 예능
- 2016년~2019년 KBS2 《해피선데이 - 슈퍼맨이 돌아왔다》
- 2018년 유튜브 《인교진》
- 2018년~2019년 SBS 《동상이몽 2 - 너는 내 운명》
- 2020년 MBC 《끼리끼리》
- 2021년 SBS 《집사부일체》 사부
- 2022년 MBN 《고딩엄빠》
- 2023년 ENA 《오은영 게임》
- 2024년 ENA 《찐팬구역》

### 광고
- 2003년 롯데칠성음료 펩시 트위스트
- 2018년 한화생명보험
- 2019년 지티엘 소파스킨스
- 2019년 KG모빌리티 코란도
- 2020년 동서식품 포스트 그래놀라
- 2022년 새마을금고연합회
- 2022년 엘레나
- 2025년 가연결혼정보

## 수상 및 후보
| 연도 | 시상식                         | 부문                          | 작품                         | 결과 |
| ---- | ------------------------------ | ----------------------------- | ---------------------------- | ---- |
| 2015 | MBC 연기대상                   | 연속극부문 베스트 남자 조연상 | 여자를 울려                  | 후보 |
| 2016 | KBS 연기대상                   | 남자 조연상                   | 백희가 돌아왔다              | 후보 |
| 2017 | KBS 연기대상                   | 남자 조연상                   | 완벽한 아내, 란제리 소녀시대 | 후보 |
| 2018 | SBS 연예대상                   | 베스트 패밀리상 (with 소이현) | 동상이몽 2 - 너는 내 운명    | 수상 |
| 2018 | KBS 연기대상                   | 남자 조연상                   | 죽어도 좋아, 저글러스        | 수상 |
| 2020 | KBS 연기대상                   | 남자 조연상                   | 오! 삼광빌라                 | 후보 |
| 2021 | 제7회 아시아태평양 스타 어워즈 | 남자 연기상                   | 오! 삼광빌라                 | 후보 |

## 음반 작품

### 싱글
- 2021년 《오! 삼광빌라! OST Part 13》
  - 〈굿이야〉
  - 〈굿이야 (Inst.)〉

## 가족 관계
- 아버지: 인치완
- 남동생: 인두진
- 배우자: 소이현(1984년 8월 28일~)
  - 장녀: 인하은(2015년 12월 4일~)
  - 차녀: 인소은(2017년 10월 2일~)